# دومينيك اغوستيني
دومينيك اغوستيني (بالفرنسية: Dominique Agostini)‏ (28 سبتمبر 1989 بباستيا في فرنسا - ) هو لاعب كرة قدم فرنسي في مركز حراسة المرمى. لعب مع سي أ باستيا ونادي باستيا.

## روابط خارجية
- دومينيك اغوستيني على موقع قاعدة بيانات كرة القدم.إي يو (الإنجليزية)
- دومينيك اغوستيني على موقع Soccerway.com (الإنجليزية)
- دومينيك اغوستيني على موقع عالم كرة القدم.نت (الإنجليزية)
- دومينيك اغوستيني على موقع AS.com (الإسبانية)